# Cheilanthes coriacea
Cheilanthes coriacea là một loài dương xỉ trong họ Pteridaceae. Loài này được Decne. mô tả khoa học đầu tiên năm 1841.
Danh pháp khoa học của loài này chưa được làm sáng tỏ. 